# Lepturonota modesta
Lepturonota modesta là một loài bọ cánh cứng trong họ Cerambycidae.